# شله زرد
شله زرد هو نوع من حلي الأرز بالحليب المصنوع مع الزعفران. يتم تقديمه عادة في المناسبات والأعياد كعيد تیرگان وكذلك في رمضان.

## المكونات
يتم صنع شله زرد من الأرز، يطعم بالزعفران ويضاف إليه السكر وماء الورد والهيل. ويتم تزيين الطبق بالقرفة، اللوز، والفستق عادة.
- أرز بالحليب
- زردة